# クシシュトフ・ヴウォダルチク
クシシュトフ・ヴウォダルチク（Krzysztof Włodarczyk、ポーランド語発音: [ˈkʃɨʃtɔf vwɔˈdart͡ʃɨk]、1981年9月19日 - ）は、ポーランドのプロボクサー。ワルシャワ出身。現WBC世界ブリッジャー級暫定王者。元IBF・WBC世界クルーザー級王者。世界2階級制覇王者。

## 来歴
2000年6月10日、ポーランドでプロデビュー。
ポーランドを主な活動拠点として、無敗のまま2001年12月7日に空位のIBFインターコンチネンタルクルーザー級王座を獲得。
同王座を2度防衛したあと、2003年4月26日に空位のWBAインターコンチネンタルクルーザー級王座に挑戦するが5回負傷判定で敗れ、初黒星を喫した。
2003年6月28日、ポーランドインターナショナルクルーザー級王座を獲得。
2004年6月5日にWBF世界クルーザー級王座、12月13日にWBC世界クルーザー級ユース王座を獲得。
その後も全勝を続け、2005年4月16日には空位だったEBUヨーロッパ連合（EBU-EU）クルーザー級王座を獲得。
2006年3月25日、IBC世界クルーザー級王座を獲得。その勢いのままメジャータイトルへの初挑戦が実現し、同年11月25日にスティーブ・カニンガムと空位のIBF世界クルーザー級王座決定戦を行い、2-1の判定勝ちを収め王座獲得に成功した。
2007年5月26日、スティーブ・カニンガムと1年2ヵ月ぶりに再戦し、0-2の判定負けを喫し初防衛に失敗、王座から陥落した。
2009年5月16日、WBC世界クルーザー級王者のジャコーベ・フラゴメーニに挑戦し、9回にダウンを奪ったものの1-1の判定で引き分けた為、王座獲得に失敗した。
2010年5月15日、ジャコーベ・フラゴメーニとWBC世界クルーザー級王座決定戦を行い、8回TKO勝ちを収め再戦を制し王座獲得に成功した。
2010年9月25日、ジェイソン・ロビンソンの挑戦を受け、3-0の判定勝ちを収め初防衛に成功した。
2011年4月2日、フランシスコ・パラシオスの挑戦を受け、2-1（116-113、118-112、113-115）の判定勝ちを収め2度目の防衛に成功した。
2011年11月30日、元WBC世界スーパーミドル級暫定王者で元WBA世界ライトヘビー級王者のダニー・グリーンの挑戦を受け、5回2分15秒TKO勝ちを収め3度目の防衛に成功した。 
2012年9月22日、ヴロツワフでフランシスコ・パラシオスと再戦し、3-0（2者が116-112、117-112）の判定勝ちを収め4度目の防衛に成功した。
2013年6月21日、モスクワのダイナモ・スポーツ・パレスで北京オリンピックヘビー級金メダリストのラキム・チャキエフの挑戦を受け、8回TKO勝ちを収め、5度目の防衛に成功した。
2013年12月6日、イリノイ州シカゴのクレジット・ユニオン・1・アリーナでジャコーベ・フラゴメーニと指名試合となる3度目の対戦を行い、4回にダウンを奪うと、フラゴメーニが6回終了時左目を有効打でカットした傷が悪化したためドクターストップがかかり棄権し、6度目の防衛に成功と同時に因縁対決の完全決着を付けた。
2014年9月27日、モスクワのダイナモ・スポーツ・パレスでWBC世界クルーザー級4位のグリゴリー・ドロストと対戦するが、12回0-3（109-118、2者が108-119）の判定負けを喫し7度目の防衛に失敗、王座から陥落した。
2015年5月13日、同月22日にモスクワでWBC世界クルーザー級王者のグリゴリー・ドロストと8ヵ月ぶりに再戦する予定だったが、ヴウォダルチクが感染症にかかり試合は中止となった。
2015年12月18日、ラスベガスのパームス内ザ・パールでWBA世界クルーザー級暫定王者ベイブット・シュメノフと対戦しIBF、WBCに続くクルーザー級3冠を目指す予定だったがシュメノフが負傷したため延期になった。
2016年5月28日、ソスノヴィエツでカイ・クルザワとIBFインターコンチネンタル王座決定戦を行い、4回TKO勝ちを収め王座獲得に成功した。
2016年12月10日、ヴロツワフでレオン・ハースと対戦し、12回3-0（2者が116-112、115-113）の判定勝ちを収めインターコンチネンタル王座の初防衛に成功した。
2017年5月20日、ポズナンのハラ・アリーナでIBF世界クルーザー級3位のノエル・ゲボールとIBF世界クルーザー級挑戦者決定戦を行い、12回2-1(116-112、115-114、113-115)の判定勝ちを収めムラト・ガシエフへの挑戦権獲得に成功した。
2017年10月21日、ニュージャージー州ニューアークのプルデンシャル・センターにてWorld Boxing Super Seriesクルーザー級準々決勝でIBF世界クルーザー級王者ムラト・ガシエフに挑戦し、3回1分57秒KO負けを喫し10年振りとなる王座返り咲きとはならず、WBSSの準決勝進出を逃した。
その後は12連勝を重ね、2025年5月25日にカリシュのカリシュ・アリーナ・スポーツ・ホールにてWBC世界ブリッジャー級1位のアダム・バルスキーとWBC暫定世界同級王座決定戦を行い、10回2分35秒KO勝ちを収め王座獲得に成功、2階級制覇を果たした。

## 獲得タイトル
- IBFインターコンチネンタルクルーザー級王座
- ポーランドインターナショナルクルーザー級王座
- WBF世界クルーザー級王座
- WBC世界クルーザー級ユース王座
- EBUヨーロッパ連合クルーザー級王座
- IBC世界クルーザー級王座
- IBF世界クルーザー級王座（防衛0）
- WBC世界クルーザー級王座（防衛6）
- WBC世界ブリッジャー級暫定王座（防衛0）